# Ґолуховські
Ґолуховські — польські шляхетські та зем'янські роди.

## Гербу Леліва

### Представники
- Анджей на Хваловіцах — правдоподібно, син Яна, сандомирського судді; сандомирський підкоморій, кальвініст, дружина — Кристина, донька канцлера Валентія Дембінського
  - Миколай
  - Пйотр (†1618) — кальвінський діяч, рокошанин

- Антоній, дружина — Маріанна Домашевська

- Маріанна — дружина крем'янецького судді Лідихівського

- Семен (†1662) — козацький діяч, генеральний писар (1659—1660, 1661), генеральний суддя (1661—1662) Війська Запорозького

- Войцех (1772—1840), дружина — Зофія Чиж (1785—1846), молодший брат
  - Артур — генерал, власник маєтку в селі Лосяч
  - Аґенор Ромуальд, дружина — Марія Баворовська
    - Аґенор Марія
      - Аґенор Марія (1886—1956) — граф, 3-й ординат на Скалі.
      - Войцех Аґенор (1888—1960) — граф, сенатор II Речі Посполитої.
      - Кароль Марія (1892- ?) — граф.

    - Адам — посол та маршалок Галицького сейму, власник значної колекції та бібліотеки в Гусятині, яка була знищена під час Першої світової війни
    - Юзеф

## Гербу Бяла
Був представлений на Підляшші, від нього пішов рід Поплавських.

## Гербу Венява
- Рафал (†1441) — староста генеральний великопольський, правдоподібно, син Івана з Карніна, Соботи, Обехова

## Гербу Лис
Згаданий у Краківському воєводстві.

### Представники
- Павел — похований у Єнджеюві

## Невідомий герб
- Барбара — мати київського латинського єпископа Кшиштофа Казімірського[1]